# ペギー・リー
ペギー・リー（Peggy Lee, 1920年5月26日 - 2002年1月21日）は、アメリカ合衆国の歌手・ソングライター・女優。本名ノーマ・デロリス・エグストローム（Norma Deloris Egstrom）。「ソフト・アンド・クール」な歌声で知られた。

## 生涯

### 前半生

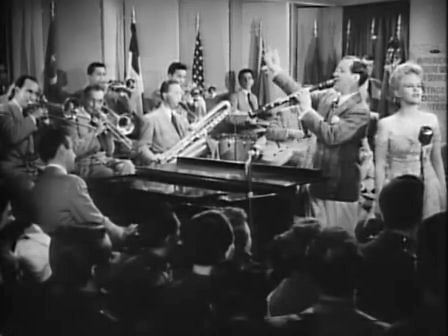
ベニー・グッドマン（右から2人目）の楽団で歌うペギー・リー（右端）。
（映画"Stage Door Canteen" (1943年)より）

ノーマ・デロリス・エグストロームは、ノースダコタ州ジェームズタウンに、7人兄妹の末っ子として生まれる。母親が亡くなったあと父親が再婚し、継母は彼女に非常につらく当たった。彼女の慰めとなっていたのが、ラジオから流れる音楽であった。彼女が最初に歌手として本格的に歌ったのは、ノースダコタ州バレーシティのKOVCラジオにおいてであった。彼女はすぐに自分自身のラジオ番組を得ることが出来た。この番組のスポンサーは地元のレストランで、「給与」として料理を提供してくれていた。高校時代およびその後において、ノーマは目についた仕事全てを行った。ウェイトレスをしたり、別の地元ラジオ局でわずかな給料で歌ったりもしていたのである。ノースダコタ州で最も広く聴かれているラジオ局であるファーゴのWDAYに所属するラジオパーソナリティであったケン・ケネディの提案により、ノーマは「ペギー・リー」と名乗ることとなった。継母の虐待に耐えかねた彼女は、17歳で家を出てロサンゼルスへ移った。
その後ペギーは扁桃摘出手術のためノースダコタへ戻り、その滞在中に、ベニー・グッドマンが拠点としているシカゴのアンバサダー・ホテルにあるナイトクラブ「バッテリー・ルーム」における演奏会への出演者として呼ばれた。このことがきっかけで彼女は1941年にグッドマンの楽団に参加して2年間務めた。この時期が、同楽団の最も名の知られた時期であるといわれている。

### 録音

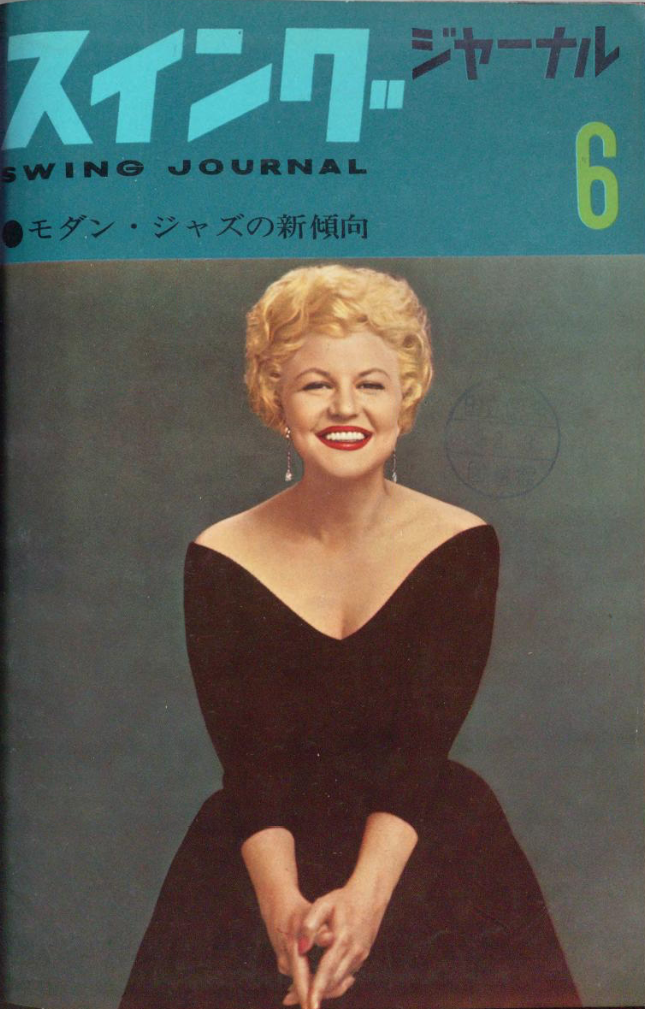
『スイングジャーナル』1961年6月号の表紙

1942年初頭、ペギーは全米チャートで初のTOP10ヒットとなる「誰かが邪魔した」（Somebody Else Is Taking My Place）を発表。続けて翌1943年には「Why Don't You Do Right?」をリリース。この曲は100万枚以上の売り上げを記録し、彼女の名を知らしめた。1943年に放映された2つの映画『Stage Door Canteen』と『The Powers Girl』では、ペギーはグッドマンと共に歌っている。
1943年3月、ペギーはグッドマン楽団のギタリストであったデイヴ・バーバーと結婚する。その後2人は楽団を脱退。デイヴがスタジオで働き、ペギーは音楽活動を休止して娘ニキの養育に専念していた。しかし彼女は1944年には創設間もないキャピトル・レコード所属として作曲および収録に復帰した。このレーベルで彼女は数多くのヒット曲を発表した（多くはペギーとデイヴによる作詞・作曲）。例えば「アイ・ドント・ノウ・イナフ・アバウト・ユー」（I Don't Know Enough About You）や「イッツ・ア・グッド・デイ」（It's a Good Day, 1946年）などが挙げられる。1948年のレコード年間売り上げ1位となるスマッシュ・ヒットを記録した「マニャーナ」（Mañana）のリリースにより、彼女の「隠退生活」は完全に終わりを告げた。
1948年、ペギーはペリー・コモやジョー・スタッフォードと共に、NBCのラジオ音楽番組『Chesterfield Supper Club』の司会者となる。
ペギーは1951年にデイヴと離婚。1950年代前半に数年間キャピトル・レコードを離れるが、1957年に復帰する。彼女は、リトル・ウィリー・ジョンのヒットソング「フィーバー」（Fever）や、ジェリー・リーバー&マイク・ストーラーの「イズ・ザット・オール・ゼア・イズ」（Is That All There Is?）のカバー・バージョンが最もよく知られている。彼女のキャピトル・レコードレーベルとの関係はほぼ30年間に及んだ。一方、デッカ・レコードと契約していた期間は短い（1952年 - 1956年）ものの、この間に最も評判の高かったアルバム『ブラック・コーヒー』（Black Coffee, 1956年）をリリースするなど、それは芸術的に豊かな時期であった。デッカ・レコードとの契約中に、ペギーは「ラヴァー」（Lover）や「ミスター・ワンダフル」（Mr. Wonderful）などのヒットソングをリリースした。

### 作曲
ペギー・リーはまたソングライターとしても知られ、ディズニー映画『わんわん物語』で使用された曲（ペギー自身も歌っている）などのヒットソングを作曲している。彼女の作曲業における共同作業者は夫デイヴ・バーバーのほか、ローリンド・アルメイダ、ハロルド・アーレン、ソニー・バーク、サイ・コールマン、ジーン・ディノヴィ、デューク・エリントン、デイヴ・グルーシン、ディック・ハザード、クインシー・ジョーンズ、フランシス・レイ、ジャック・マーシャル、ジョニー・マンデル、マリアン・マクパートランド、ウィラード・ロビンソン、ラロ・シフリン、ヒュービー・ホイーラーおよびヴィクター・ヤングなどである。
若者たちがロックンロールに傾倒しはじめた時期、彼女はキャピトルの大黒柱ともいえるアーティストのひとりであった。1957年から、このレーベルでの最後の作品をリリースした1972年まで、彼女はごく普通に年に2, 3本のアルバムを発表し続けた。

### 女優として
ペギーはまた数作の映画において女優として演技している。1952年、彼女はかつてアル・ジョルソンが主演した映画『ジャズ・シンガー』のリメイク作『ジャズ・シンガー』で、ダニー・トーマスの相方を演じた。1955年の『皆殺しのトランペット』（Pete Kelly's Blues）ではアルコール中毒のブルース歌手を演じ、この作品でアカデミー賞にノミネートされた。

### 受賞歴
ペギーはグラミー賞に12回ノミネートされ、1969年のヒット曲「イズ・ザット・オール・ゼア・イズ」で最優秀女性ポップ・ボーカル賞（Grammy Award for Best Female Pop Vocal Performance）を受賞した。1995年にはグラミー生涯成績賞（Grammy Lifetime Achievement Award）を授与されている。

### 引退と死
ペギーは1990年代も活動を続けた。やがて体調の悪化にともない芸能活動を引退。数年間の闘病生活の後、2002年1月21日に糖尿病と心臓発作の合併症により81歳で死去した。彼女はカリフォルニア州ロサンゼルス市ウェストウッド地区にあるウェストウッド・メモリアルパークに埋葬されている。

## ディスコグラフィ
en:Peggy Lee#Albumsを参照。

## 伝記
- Robert Strom, Miss Peggy Lee: A Career Chronicle, 2005, McFarland Publishing, ISBN 0-7864-1936-9
- Peter Richmond, Fever: The Life and Music of Miss Peggy Lee, 2006, Henry Holt and Company, ISBN 0-8050-7383-3
- Will Friedwald, Sinatra! The Song is for You, 1996, Da Capo Press & Liner Notes for The Best of Peggy Lee, The Capitol Years.

## 日本公演
- 1975年

4月25日,27日,28日,30日 中野サンプラザ、5月2日 大阪厚生年金会館
- 1976年

8月10日 帝国ホテル (孔雀の間) ･･･ 招聘：三越
〈ほか、大坂・札幌でも公演〉